# Avic AG600
Die Avic AG600 (chinesisch AG600 鯤龍 / AG600 鲲龙, Pinyin AG600 Kūnlóng) ist ein Amphibienflugzeug des chinesischen Herstellers China Aviation Industry General Aircraft (CAIGA), einer Gesellschaft des AVIC-Konzerns. Es ist ein mit vier Turboprop-Triebwerken ausgestatteter Hochdecker und für zivile sowie militärische Nutzung konzipiert. Bis 2014 trug die AG600 die Bezeichnung JL600 Jiaolong (JL 600 蛟龍 / JL 600 蛟龙).

## Geschichte
Die Entwicklung dauerte von 2009 bis 2014, dann wurde der Bau des Prototyps begonnen. Öffentlich vorgestellt wurde das Modell beim Rollout in Zhuhai am 23. Juli 2016. AVIC teilte zeitgleich mit, ein Marktpotential von 50 bis 60 Flugzeugen für China und weiteren 80 für den Export zu sehen. 17 feste Bestellungen lägen bereits vor. Der Jungfernflug an Land fand am 24. Dezember 2017 statt, zu Wasser am 20. Oktober 2018 und auf dem Meer im Juli 2020. Die Zulassung sollte 2021 erfolgen und die Auslieferung an die Kunden 2022 starten. Im Dezember 2021 wurde ein zweiter, verbesserter Prototyp namens AG600M präsentiert. Seit Dezember 2022 fliegt eine zweite AG600M. Im Vergleich zum ersten Prototypen haben die beiden überarbeiteten AG600M eine höhere Startmasse.
Mit einer Sonderzulassung durfte das Flugzeug schon 2023 als Löschflugzeug eingesetzt werden. Die amtliche Musterzulassung durch die chinesische zivile Luftfahrtbehörde (CAAC) – Civil Aviation Administration of China – wurde am 20. April 2025 erteilt. Die Freigabe zur Serienfertigung bzw. Massenproduktion folgte Anfang Juni 2025.
Konstrukteur ist das in Jingmen beheimatete „Chinesisches Institut für Sonderfluggerätebau“ (Institut 605). Die Tragflächen sowie die Bug- und Mittelsektion des Rumpfs werden in Xi’an hergestellt; in Hanzhong werden das hintere Rumpfteil und das Leitwerk gebaut. Die Endmontage der Baugruppen erfolgt durch die zu CAIGA gehörende „Zhuhai Yanzhou Gesellschaft für Flugzeugbau“.
Die geplanten Einsatzbereiche sind Rettungseinsätze auf See, Löscheinsätze bei Waldbränden sowie Küstenschutz und verschiedene militärische Aufgaben. Bei der Brandbekämpfung ist es in der Lage, 12 t Wasser innerhalb von 20 Sekunden abzuwerfen.
Um auf dem Wasser zu starten, wird eine 1800 m lange, 200 m breite und 2,5 m tiefe Wasserfläche benötigt. An Land genügt eine 1500 m lange und 35 m breite Startbahn. Die AG600 verfügt hierzu über ein Einziehfahrwerk. Die Räder des Hauptfahrwerks werden nach hinten in den Rumpf, das Bugrad in den unteren Bootsrumpf eingezogen. An den Enden der Tragflächen finden sich Stützschwimmer, die das Flugzeug auf dem Wasser stabilisieren. Die WJ-6-Triebwerke sind in Lizenz von der China National South Aviation Industry Company in Zhuzhou hergestellte Iwtschenko AI-20.

## Technische Daten
| Kenngröße             | vorläufige bzw. berechnete Daten |
| --------------------- | -------------------------------- |
| Länge                 | 36,9 m                           |
| Spannweite            | 38,8 m                           |
| Höhe                  | 12,1 m                           |
| Sitzplätze (maximal)  | bis zu 50                        |
| max. Startmasse       | 53.500 kg (60.000 kg AG600M)     |
| Reisegeschwindigkeit  | 480 km/h                         |
| Höchstgeschwindigkeit | 560 km/h                         |
| Dienstgipfelhöhe      | 6000 m                           |
| Reichweite            | 4500 km                          |
| Triebwerke            | vier Turboprop-Triebwerke WJ 6   |